# Perseverance Island (Kanada)
Perseverance Island ist eine Insel im Huronsee vor der Küste von Fitzwilliam Island. Sie gehört zu den Ausläufern der durch Vergletscherung geprägten Manitoulin Island in Kanada.

## Geographie
Perseverance Island liegt vor der Südwestküste von Fitzwilliam Island, wo die Gletscher der letzten Eiszeit zahlreiche Rillen ausgeschliffen und Moränen hinterlassen haben.

## Klima
Nach dem Köppen-Geiger-System zeichnet sich Perseverance Island durch ein hemiboreales Klima (Dfa, Schneewaldklimate) aus. Die mittlere Jahrestemperatur liegt bei 3 °C, die höchste Temperatur wird im August mit 14 °C erreicht, die niedrigste im Januar mit −10 °C.